# Gillespie-Gletscher
Der Gillespie-Gletscher ist ein kleiner Gletscher in der ostantarktischen Ross Dependency. Er fließt unmittelbar südwestlich des Mount Kenyon von den Westhängen der Cumulus Hills im Königin-Maud-Gebirge zum Shackleton-Gletscher.
Das Advisory Committee on Antarctic Names benannte ihn 1966 nach dem US-amerikanischen Meteorologen Lester F. Gillespie, der im antarktischen Winter 1962 auf der Amundsen-Scott-Südpolstation tätig war.